# Херман I (Ваймар-Орламюнде)
Херман I фон Ваймар-Орламюнде (на немски: Hermann I von Weimar-Orlamünde; * ок. 1130; † 19 октомври 1176) от фамилията Аскани e граф на графство Ваймар-Орламюнде от 1167 до 1176 г.
Той е вторият син на Албрехт I Мечката († 1170), маркграф на Бранденбург и София фон Винценбург († 1160), дъщеря на граф Херман I от Винценбург († 1137/38). През 1170 г. по-големият му брат Ото I от Бранденбург (1128 – 1184), последва баща им като маркграф на Бранденбург.
Херман I получава от баща си управлението на Тюрингия и от 1167 г. е граф. През 1174 г. замъкът Ваймар е разрушен при конфликти с ландграф Лудвиг III от Тюрингия. 

## Фамилия
Херман I фон Ваймар-Орламюнде е женен за Ирмгард († сл. 31 юли 1174). Те имат два сина:
- Зигфрид III (* ок. 1155; † 1206), граф на Ваймар-Орламюнде, женен за София Датска († ок. 1211), дъщеря на датския крал Валдемар I.
- Хезико фон Баленщет-Орламюнде († 1178), граф на Баленщет-Орламюнде, женен за Райнвег фон Хонщайн († ок. 1180/1190). Прародител на графовете на Хонщайн